# Voice of the Void
Voice of the Void drugi je studijski album kanadskog progresivnog metal sastava Anciients. Album je 14. listopada 2016. godine objavila diskografska kuća Season of Mist.

## Popis pjesama
| 1.    | »Following the Voice«       | 6:48  |
| 2.    | »Buried in Sand«            | 10:46 |
| 3.    | »Worshipper«                | 9:57  |
| 4.    | »Pentacle«                  | 5:43  |
| 5.    | »Descending« (instrumental) | 3:01  |
| 6.    | »Ibex Eye«                  | 9:57  |
| 7.    | »My Home, My Gallows«       | 6:50  |
| 8.    | »Serpents«                  | 5:35  |
| 9.    | »Incantations«              | 7:24  |
| 66:01 |                             |       |

## Zasluge
Anciients
- Kenneth Cook – vokali, solo gitara
- Chris Dyck – vokali, gitara
- Mike Hannay – bubnjevi
- Aaron "Boon" Gustafson – bas-gitara

Ostalo osoblje
- Mark Mckitrick – snimanje
- Alan Douches – mastering
- Jesse Gander – produkcija, snimanje, miksanje
- Shimon Photo – fotografija
- Alison Lilly – naslovnica